# Межозёрное (Крым)
Межозёрное (до 1948 года Чурю́к, до 1920-х Чору́м; укр. Межозерне, крымскотат. Çorum, Чорум) — исчезнувшее село в Красноперекопском районе Республики Крым, располагавшееся на севере района, на Перекопском перешейке на берегу солёного озера Янгул, примерно в 3,5 километрах к северовостоку от современного села Карпова Балка.

### Динамика численности населения
| - 1805 год — 120 чел. - 1864 год — 28 чел. - 1892 год — 2 чел. | - 1900 год — 2 чел. - 1915 год — 9/10 чел. - 1926 год — 69 чел. |

## История
В самом раннем доступном документе — Камеральном Описании Крыма… 1784 года ни одно из окружающих Армянск сёл не записано, указано, что в Перекопском кадылыке… деревень не состоит…. Первое документальное упоминание Деде встречается в Камеральном Описании Крыма… 1784 года, судя по которому, в последний период Крымского ханства деревня входила в Кырп Баул кадылык Перекопского каймаканства. После присоединения Крыма к России (8) 19 апреля 1783 года, (8) 19 февраля 1784 года, именным указом Екатерины II сенату, на территории бывшего Крымского Ханства была образована Таврическая область и деревня была приписана к Перекопскому уезду. После Павловских реформ, с 1796 по 1802 год, входила в Перекопский уезд Новороссийской губернии. По новому административному делению, после создания 8 (20) октября 1802 года Таврической губернии, Чурум был включён в состав Бустерчинской волости Перекопского уезда.
По Ведомости о всех селениях в Перекопском уезде состоящих с показанием в которой волости сколько числом дворов и душ… от 21 октября 1805 года в деревне Чурум числилось 22 двора и 120 крымских татар. На военно-топографической карте генерал-майора Мухина 1817 года деревня Шорум обозначена с 20 дворами. После реформы волостного деления 1829 года Чурум, согласно «Ведомости о казённых волостях Таврической губернии 1829 года», передали в состав Ишуньской волости (переименованной из Бустерчинской). На карте 1836 года в деревне Чорум 39 дворов, как и на карте 1842 года.
В 1860-х годах, после земской реформы Александра II, деревню приписали к Ишуньской волости. В «Списке населённых мест Таврической губернии по сведениям 1864 года», составленном по результатам VIII ревизии 1864 года, Чорюм — казённая деревня, с 6 дворами, 28 жителями и мечетью при колодцахъ. По обследованиям профессора А. Н. Козловского начала 1860-х годов, вода в колодцах деревни была солоноватая, «в достаточном количестве», а их глубина колебалась от 2,5 до 5 саженей (от 5 до 10 м). Согласно «Памятной книжке Таврической губернии за 1867 год», деревня стояла покинутая, ввиду эмиграции крымских татар, особенно массовой после Крымской войны 1853—1856 годов, в Турцию. На трёхверстовой карте Шуберта 1865—1876 года на месте деревни обозначен постоялый двор.
После земской реформы 1890 года Чурюм отнесли к Воинской волости.Согласно «…Памятной книжке Таврической губернии на 1892 год», в деревне Чурюм составлявшей Чурюмское сельское общество, было 2 жителя, домохозяйств не имеющих. По «…Памятной книжке Таврической губернии на 1900 год» в Чурюме числилось 2 жителя без домохозяйств. По Статистическому справочнику Таврической губернии. Ч.II-я. Статистический очерк, выпуск пятый Перекопский уезд, 1915 год, на хуторе Чурюм (барона Гинзбурга, арендованной Черкашиным) Воинской волости Перекопского уезда числилось 1 двор с русским населением в количестве 9 человек приписных жителей и 10 «посторонних», из которых 12 мужчин и 13 женщин. При хуторе числилось 803 десятины удобной земли, в хозяйстве имелось 20 лошадей.
После установления в Крыму Советской власти, по постановлению Крымревкома от 8 января 1921 года № 206 «Об изменении административных границ» была упразднена волостная система, Перекопский уезд переименовали в Джанкойский, в котором был образован Ишуньский район, в состав которого включили село, а в 1922 году уезды получили название округов. 11 октября 1923 года, согласно постановлению ВЦИК, в административное деление Крымской АССР были внесены изменения, в результате которых округа были отменены, Ишуньский район упразднён и село вошло в состав Джанкойского района. Согласно Списку населённых пунктов Крымской АССР по Всесоюзной переписи 17 декабря 1926 года, в селе Чурюк Новый, Армяно-Базарского сельсовета Джанкойского района, числилось 10 дворов, все крестьянские, население составляло 69 человек, все украинцы. Постановлением ВЦИК от 30 октября 1930 года был восстановлен Ишуньский район и село, вместе с сельсоветом, включили в его состав. Постановлением Центрального исполнительного комитета Крымской АССР от 26 января 1938 года Ишуньский район был ликвидирован и создан Красноперекопский район с центром в поселке Армянск (по другим данным 22 февраля 1937 года). На подробной карте РККА северного Крыма 1941 года в Чурюк отмечено 25 дворов.
С 25 июня 1946 года селение в составе Крымской области РСФСР. Указом Президиума Верховного Совета РСФСР от 18 мая 1948 года Чурюк переименовали в Межозерную. 26 апреля 1954 года Крымская область была передана из состава РСФСР в состав УССР. Время включения в Пятихатский сельсовет пока не выяснено: на 15 июня 1960 года село уже числилось в его составе, к 1968 году Межозёрное переподчинили Почётненскому сельскому совету. Ликвидировано в период между 1968 годом, когда село ещё числилось в составе Почётненского сельского совета и 1977-м, когда Межозёрное уже числились в списке упразднённых.